# Poliopastea esmeralda
Poliopastea esmeralda là một loài bướm đêm thuộc phân họ Arctiinae, họ Erebidae.